# Ruprechtia fusca
Ruprechtia fusca Fernald – gatunek rośliny z rodziny rdestowatych (Polygonaceae Juss.). Występuje naturalnie w Meksyku – w stanach Chiapas, Guerrero, Jalisco, Meksyk, Michoacán, Nayarit, Oaxaca, Puebla, Sinaloa, Tabasco oraz Veracruz. 

## Morfologia
PokrójZrzucające liście małe drzewo lub krzew. Dorasta do 1–6 m wysokości.
LiścieMają owalny, eliptyczny lub podłużny kształt. Mierzą 1,7–10,5 cm długości oraz 1,2–9 cm szerokości. Blaszka liściowa jest całobrzega, o nasadzie zaokrąglonej lub zbiegającej po ogonku i tępym lub ostrym wierzchołku. Ogonek liściowy jest owłosiony i osiąga 6 mm długości.
KwiatyJednopłciowe, zebrane w wiechy, rozwijają się na kątach pędów. kwiaty męskie mają listki okwiatu o równowąskim kształcie i mierzące 1–2 mm długości.
OwoceOwłosione niełupki osiągające 7–10 mm długości.

## Biologia i ekologia
Jest rośliną dwupienną. Rośnie w lasach zrzucających liście. Występuje na wysokości od 700 do 1400 m n.p.m.